# Hendrick Cornelius Vroom
Hendrik Cornelisz Vroom (ca. 1562 - 4. februar, begravet 1640 ) var en hollandsk guldaldermaler, der grundlagde den hollandske stil indenfor marinemaleriet. I begyndelsen malede han i fugleperspektiv, som de tidligere  hollandske marinemalere, men hans senere værker er malet med et lavere perspektiv og giver derfor et mere realistisk udtryk. Han skal ikke forveksels med hans søn og elev Cornelis Vroom.

## Liv og levned
Vroom er født i Haarlem. En stor del af det, der vides om hans liv, kommer fra Karel van Manders biografi; han brugte fire sider på Vroom i sin bog Schilder-boeck. Bogen er en eventyrhistorie og indeholder bl.a. beskrivelser af, at Vrooms bukser frøs fast til en bjergtop, og at han næsten sultede til døde på en klippe med en gruppe, der diskutere kannibalisme som en mulig overlevelsesstrategi.
Selv om det er uvist, i hvilken alder Vroom startede på sine rejser, kom han fra en familie af kunstnere og begyndte sin karriere som fajancemaler. Da hans mor blev gift anden gang, var han 19 år og gjorde oprør mod sin stedfar, der insisterede på at han holdt sig til at male keramik. Han påmønstrede et skib i Sevilla i Spanien, og rejste derfra via Livorno og Firenze til Rom. I Firenze blev han hjulpet omkring 1585–87 af kardinal Ferdinando de' Medici, den senere fyrste af Toscana. Mens han var i Firenze blev han også elev af Paulus Bril. Han tog frem og tilbage til Venedig, hvor han tjente penge ved at male majolika.. Da han rejste nordpå, rejste han via Milano, Genova og Albisola Superiore (et keramisk centrum i Italien, hvor han atter tjente penge på at male kreamik), Torino (hvor han mødte maleren Jan Kraeck, der ligeledes var fra Haarlem) og Lyon (via et bjergpas, hvor hans bukser frøs fast til en klippe). Herfra rejste han videre til Paris, hvor han mødte en maler fra Leiden, og derfra videre til Rouen, hvor han blev dødsyg, men blev reddet af en kvinde, som gav ham bandage om hovedet. Han kom ombord på et skib tilbage mod Haarlem, hvor han kom i 1590. Han giftede sig samme år, inden han rejste til Gdansk for at besøge sin onkel, Frederick Henricksz, der var arkitekt, og hvor han malede en altertavle. Under sin næste rejse, denne gang til portugal, overlevede han et skibsforlis og blev næsten henrettet som "en genslk pirat", men blev genkendt som katolik pga. et af hans billeder der overbeviste munkene på stranden om, at han og hans rejseledsagere ikke var hedenske protestanter (Vroom, der havde været i Italien, havde lært de andre om katekismus). Efter at have fået fri rejse tog Vroom til St. Huves (Setubal), hvor han beskrev sine rejser i et maleri, som han solgte til en anden maler. Da han besluttede at rejse tilbage til Haarlem, kom han fra skibet i sidste sekund, da der var en forudanelse om, at han var en "skør maler". Skibet sank i Øresund tæt ved Helsingør og i Haarlem blev Vroom erklæret død. Han havde dog skrevet til sin kone, at han stadig var i live. Han døde i Haarlem da han var i slutningen af 70'erne.

## Gobeliner
Da han vendte tilbage til Haarlem, var det som en kunstner med internationalt ry, og han fik kort efter to bestillinger på gobeliner. Den ene var af Lord Howard of Effingham i London og var på ti gobeliner af den engelske flådes besejring af den spanske armada i 1588 under Howards lederskab som Lord High Admiral. De blev udført i Bruxells i 1592–95 og blev hængt op i Overhuset i Westminster, England. De blev stukket i kobber, inden de blev ødelagt af en brand i 1834.

## Arv
Vroom afbildede mange væsentige ting i den hollandske og engelske flåde i sine oliemalerier og gav et detaljeret indblik i skibenes konstruktion. De fleste værker, der er beskrevet af van Mander, er gået tabt, og hans største værker blev malet efter van Manders død. Vrooms store og dekorative søslag, cerimonielle scener og strande viser en ny komposition, der blev brugt af unge hollandske marinemalere; Hans Goderis, Cornelis Verbeeck og Cornelis Claesz van Wieringen fra Haarlem blev alle direkte påvirket af Vroom. Han blev medlem af Haarlem St. Lukas gilde og hans elever er Aert Anthonisz, Nicolaes de Kemp, Jan Porcellis og hans sønner Cornelis Hendriksz Vroom og Frederik Hendricksz Vroom.
Hans billeder er brugt som inspiration til en rekonstruktion af Bredfjedskibet på Middelaldercentret i Danmark.

## Værker
Blandt hans mest berømte historiske scener er Slaget ved Gibraltar og ankomsten af  notabiliteter i Amsterdam som den protestantiske leder Frederik 5. af Bøhmen, som var  sendt i eksil af den tysk-romersk kejser
- Søslag med den Spanske armada, malet i 1601. Olie på lærred.
- Frederik 5.'s ankomsten ved Vlissingen, olie på lærred.
- De Amsterdamse Haven (Havnen i Amsterdam) (1630) der viser Amsterdam havn.
- Gevecht tussen Hollandse en Spaanse schepen op het Haarlemmermeer (Slaget i 1573 mellem hollandske og spanske skibe i Haarlemmermeer) (Rijksmuseum, Amsterdam).